# Altötting
Altötting là một thị xã ở bang Bayern, thủ phủ của huyện Altötting.

## Thành phố kết nghĩa
- Częstochowa Ba Lan
- Loreto Ý